# کینگزوود، استراود دیستریکت
کینگزوود (به انگلیسی: Kingswood) یک روستا و محله مدنی در بریتانیا است که در Stroud District واقع شده‌است. کینگزوود ۱٬۳۹۵ نفر جمعیت دارد.